# 中村英雄
中村 英雄（なかむら ひでお、1916年(大正5年)5月1日 - 1988年(昭和63年)10月22日）は、日本のドイツ文学者。

## 経歴
広島県広島市に広崎英雄として生まれ、両親が離婚して父の中村姓を名のる。三歳で天津に移る。1941年早稲田大学文学部独文科卒、小林正樹らとシナリオ「われ征かん」を執筆したのち入隊、陸軍予備少尉となり南鳥島で敗戦を迎える。舟木重信を師とあおぎ、同人誌に小説を書く。1946年早大附属早稲田第一高等学校専任講師。1949年日本共産党に入る。早大理工学部専任講師、51年助教授、52年文学部助教授、教授、1987年定年退任、名誉教授。左翼的学者として行動した。

## 著訳書

### 著書
- 『ドイツ語の発音』三修社 ドイツ語文庫、1957
- 『形容詞・副詞の比較変化 文法』三修社 ドイツ語文庫、1959
- 『池上草堂襍記』角川書店、1989

### 共編著
- 『たのしいドイツ文法』中村浩三共著 大学書林、1961
- 『入門講座たのしいドイツ語』中村浩三共著 大学書林、1974
- 『緑のドイツ文法』有賀健、大久保進、岡田浩平共編 朝日出版社、1974
- 『緑のドイツ語読本』有賀健、大久保進、岡田浩平共編 朝日出版社、1976
- 『人間この愛しきもの 舟木重信書簡集』榎本重男共編 東洋出版、1987

### 翻訳
- 『ハイネ選集 第7 ハルツ紀行、北海、ル・グランの書』舟木重信共訳 解放社、1948
- アンデルセン原作『即興詩人』小峰書店 少年少女のための世界文学選、1951
- フリードリッヒ・ヴオルフ『神々の会議』潮書房、1956
- 『ドイツのなぞなぞ』吉住和子（のち鈴木和子）共編 三修社 ドイツ語文庫、1958
- クチンスキー『文学・経済学試論』未来社、1958
- 「ル・グランの書」ほか『世界文学大系 第78 (ハイネ)』筑摩書房、1964

### 記念文集
- 『手帖のはしに 中村英雄先生追悼論集』「中村英雄先生追悼論集」刊行会、1991